# コミュニティーエンジン
コミュニティーエンジン株式会社（Community Engine Inc.）は、主にネットワークを用いた事業を展開していた株式会社。2010年9月30日付けの株主総会の決議により、解散した。
スクウェア・エニックスグループに属していた。
運営目的として「人間の遊び心と創造性を、引き出し、組み合わせ、増幅する術を開発すること。」を掲げており、その事業内容は多岐に渡っていた（詳しくは事業内容の項を参照）。
中国に子会社（稀億網絡軟件（北京）有限公司）を有していたが、2007年2月15日に解散している。

## 事業内容
前述の通り、事業内容は多岐に渡るが、主だったものには以下のものがある。
- ネットワークミドルウェアVCEの開発
- 統合型ミドルウェアWorld Synthesizerの開発
- 環境シミュレーターgumonjiの開発、運営

### VCE
ネットワークを用いたオンラインアプリケーション開発のためのミドルウェア。以前はVirtual Community Engineと呼ばれていたものだが、公式サイト上ではVCEという表現に統一されている。「ソフトウェア・プロダクト・オブ・ザ・イヤー（SPOTY）2007」（システム・基盤分野）受賞。2007年12月現在23のアプリケーションに採用されており、VCEを使うと約100人月以上の開発コストを削減できると言われている。2008年1月28日現在、最新版はVCE 2.1.0。
ユーザー登録をすれば、Community Engine Plusから無料評価版がダウンロード可能。
主な採用実績
- 疾走、ヤンキー魂。
- コンチェルトゲート
- 三國志Battlefield
- オンラインカート ステアDASH
- 女神転生IMAGINE
- アクエリアンエイジ オルタナティブ
- ベルアイル
- エミル・クロニクル・オンライン
- 大航海時代Online
- JUNKMETAL
- 信長の野望Online
- コスモぐらし 〜オンライン的野菜生活〜
- ディプスファンタジア
- ドルアーガの塔～the Recovery of BABYLIM～

### World Synthesizer
2008年にリリース予定のネットワークゲームを開発するためのミドルウェア。VCEは主に通信部分に特化したミドルウェアであったのに対し、World Synthesizerはネットワークゲーム開発のための統合的環境を提供する。
名前の由来は、代表取締役である中嶋謙互の提唱する「ワールドシンセサイザー」であると考えられるが、同じものであるかは不明。
大きな特徴として、異なるプラットフォーム間で動作するネットワークゲームの構築が容易になったことが挙げられる。また、各機能はコンポーネント別に分かれており、必要なコンポーネントを組み合わせて使うことができる。

### gumonji
コミュニティーエンジンが開発・運営していた環境シミュレーター。オンラインゲームに分類されることもある。キャッチコピーは『いじれてつながるダイナミックな環境シミュレーター』である。